# .sa
Pour les articles homonymes, voir SA.

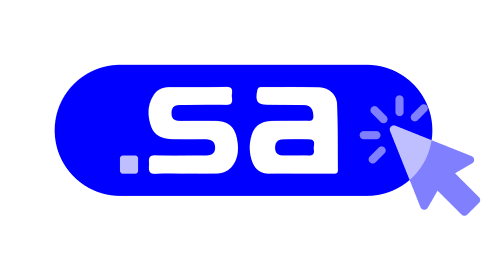
Logo de .sa, le domaine Internet de premier niveau (ccTLD) en alphabet latin de l'Arabie saoudite

.sa est un  domaine de premier niveau national réservé à l'Arabie saoudite. Il est introduit le 17 mai 1994 et est exploité par la Communications and Information Technology Commission.
.السعودية (.as-saʿūdīya) est également disponible en tant que domaine de premier niveau de code de pays internationalisé en arabe.

## Historique
Le domaine national de premier niveau .sa est géré par la King Abdulaziz City for Science and Technology de 1995 à 2006. Il est ensuite transféré au Saudi Network Information Center (SaudiNIC), un service de la Communications and Information Technology Commission.
En décembre 2021, 82 097 noms de domaine .sa sont enregistrés.

## Domaines de second niveau
Le domaine de premier niveau .sa est divisé en huit domaines de second niveau :
- .com.sa – Entités commerciales
- .edu.sa – Établissements d'enseignement
- .sch.sa – Écoles élémentaires et secondaires
- .med.sa – Services de santé (hôpitaux, cliniques, etc.)
- .gov.sa – Ministères, organismes gouvernementaux d'Arabie Saoudite et organisations associées financées par le gouvernement
- .net.sa – Services liés à Internet (FAI, hébergement web, sites portails, etc.)
- .org.sa – Organisations non commerciales
- .pub.sa – Entités ou individus qui ne rentrent pas dans d'autres catégories, y compris les noms de personnes.

Il existe de nombreux domaines de deuxième niveau, tels que .net.sa ou .org.sa, qui sont réservés à quelques organisations. En décembre 2010, l'autorité d'attribution a assoupli les critères du .sa en autorisant l'enregistrement direct de domaines de deuxième niveau. A cette date, environ 21 000 domaines .sa étaient enregistrés. La phase dite de sunrise, au cours de laquelle les titulaires de domaines .sa existants pouvaient demander en priorité les nouvelles adresses courtes, a débuté en janvier 2011. Malgré cette libéralisation, l'autorité d'attribution n'autorise que les particuliers et les entreprises basés en Arabie saoudite à déposer un domaine .sa. Les seules exceptions concernent les étrangers titulaires d'un passeport saoudien ou les détenteurs d'une marque enregistrée en Arabie saoudite.

## Domaine de premier niveau internationalisé
L'Arabie saoudite a été l'un des premiers pays à poser sa candidature pour les nouveaux noms de domaine internationalisés (IDN) autorisés par l'Internet Corporation for Assigned Names and Numbers (ICANN) en 2009. En janvier 2010, l'ICANN a annoncé que le ccTLD IDN saoudien (xn--mgberp4a5d4ar, السعودية) était l'un des quatre premiers nouveaux ccTLD IDN à avoir passé avec succès l'évaluation rapide des chaînes dans le cadre du processus de candidature.
Le domaine de premier niveau prend en charge les noms de domaine internationalisés depuis 2004, dont la mise en œuvre technique a été réalisée dans le cadre d'un projet pilote avec les administrations du .ae (Émirats arabes unis) et du .qa (Qatar).